# کروکهام ویلج
کروکهام ویلج (به انگلیسی: Crookham Village) یک روستا و محله مدنی در بریتانیا است که در Hart واقع شده‌است. کروکهام ویلج ۳٬۶۴۸ نفر جمعیت دارد.